# Zagato

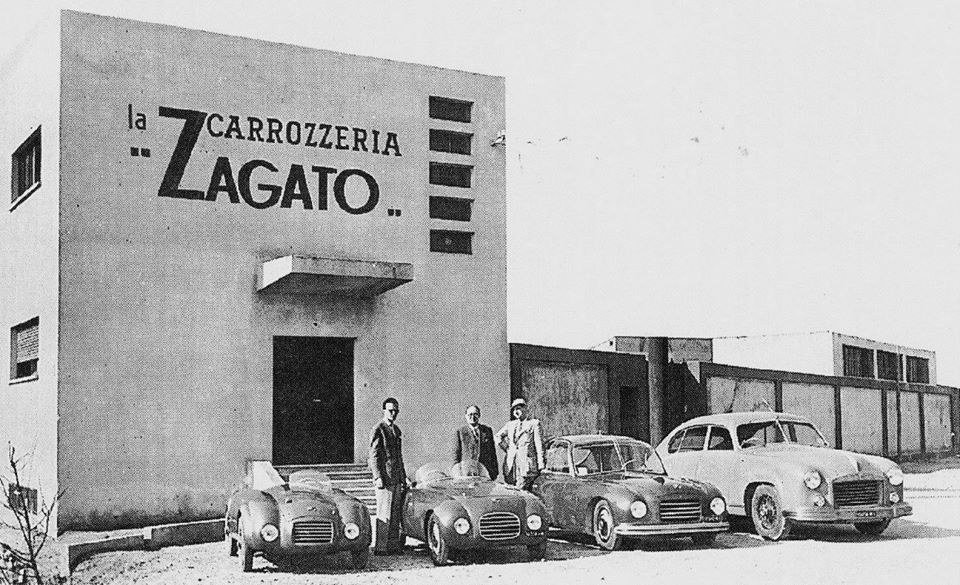
Carrozzeria Zagato w 1947

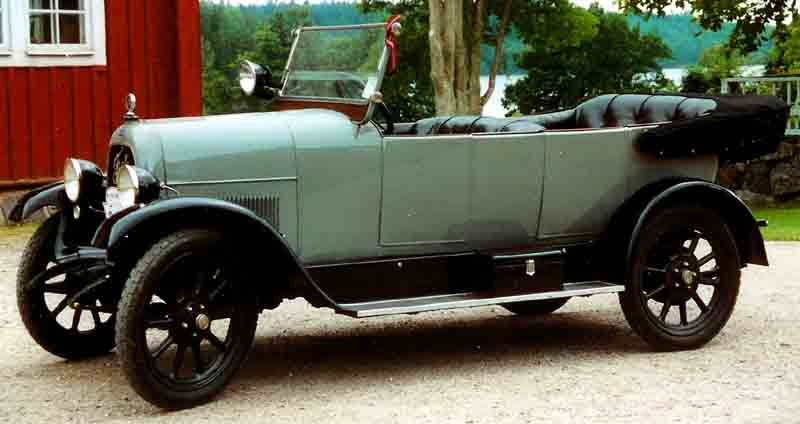
Fiat 501 (1922)

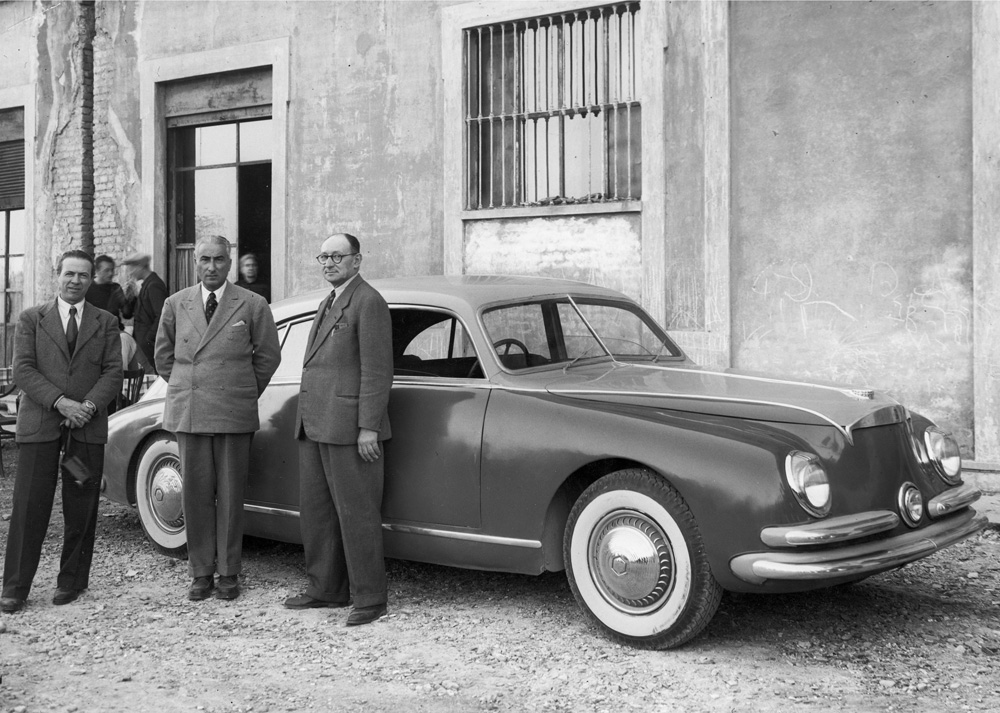
Isotta Fraschini 8C Monterosa (1947)

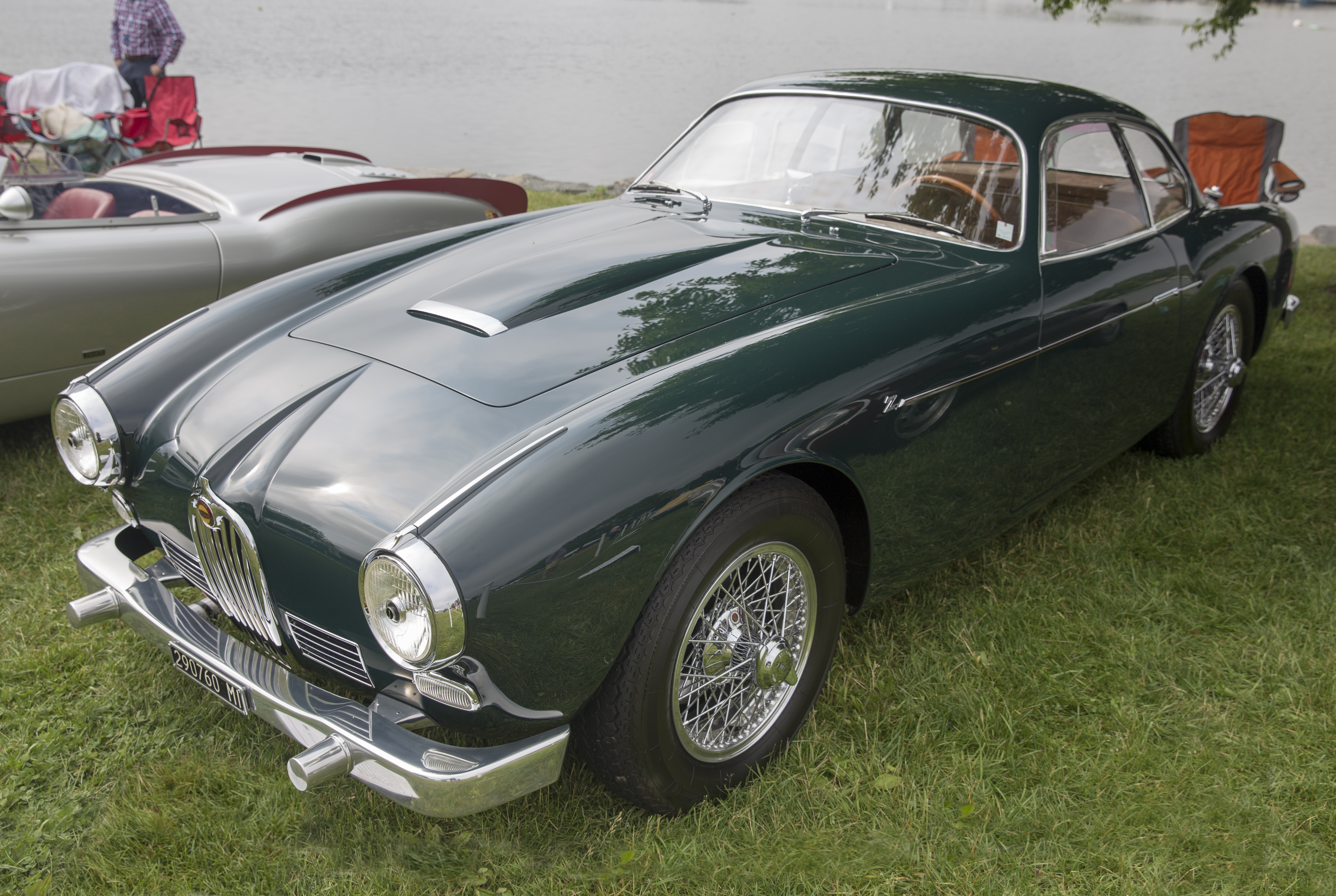
Jaguar XK 140 Zagato (1957)

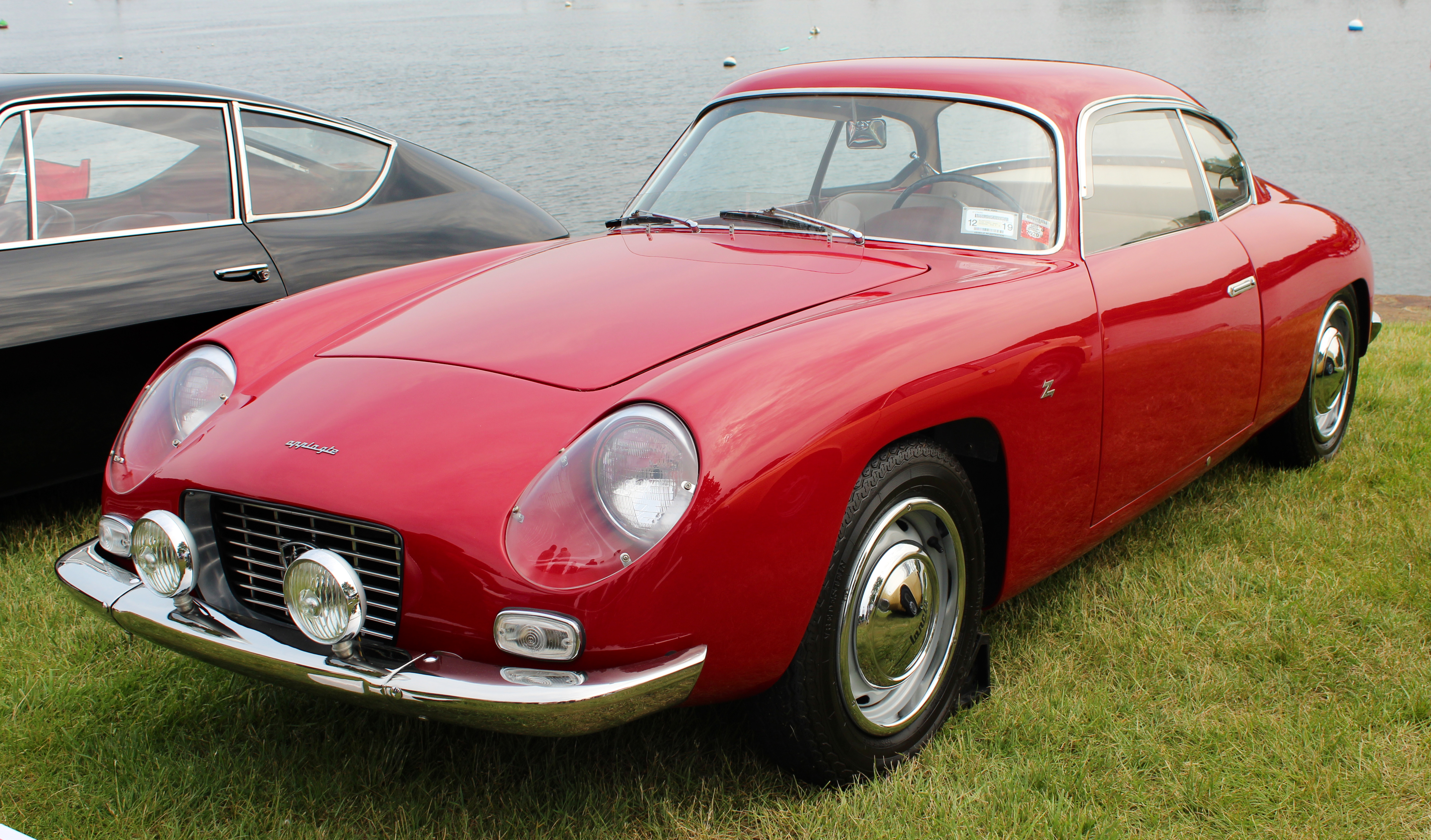
Lancia Appia GTE Zagato (1960)

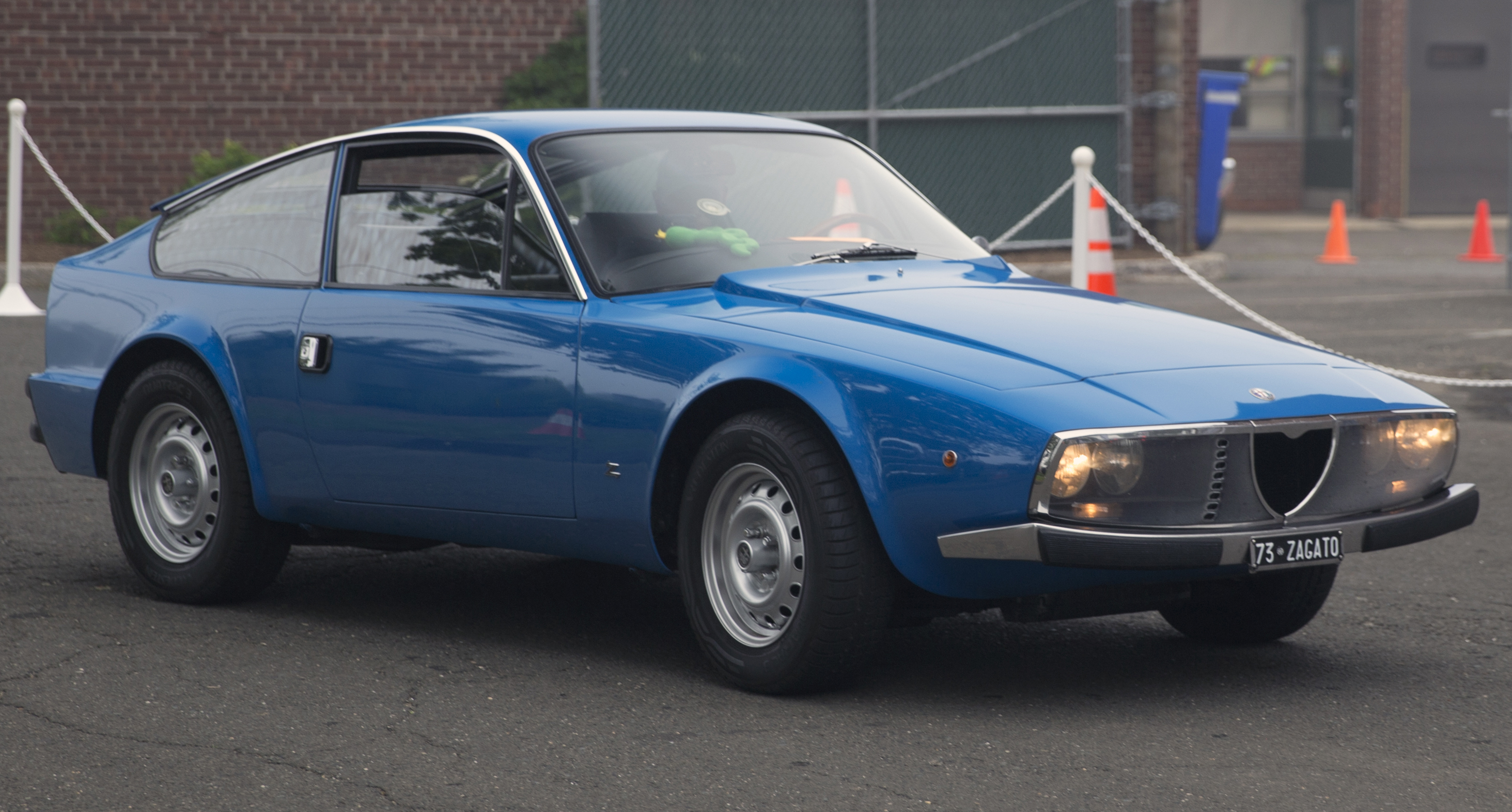
Alfa Romeo 1600 Junior Z (1972)

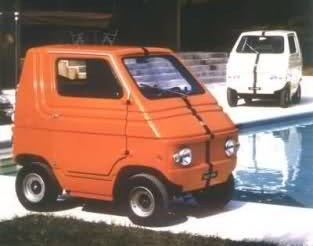
Zagato Zele (1974)

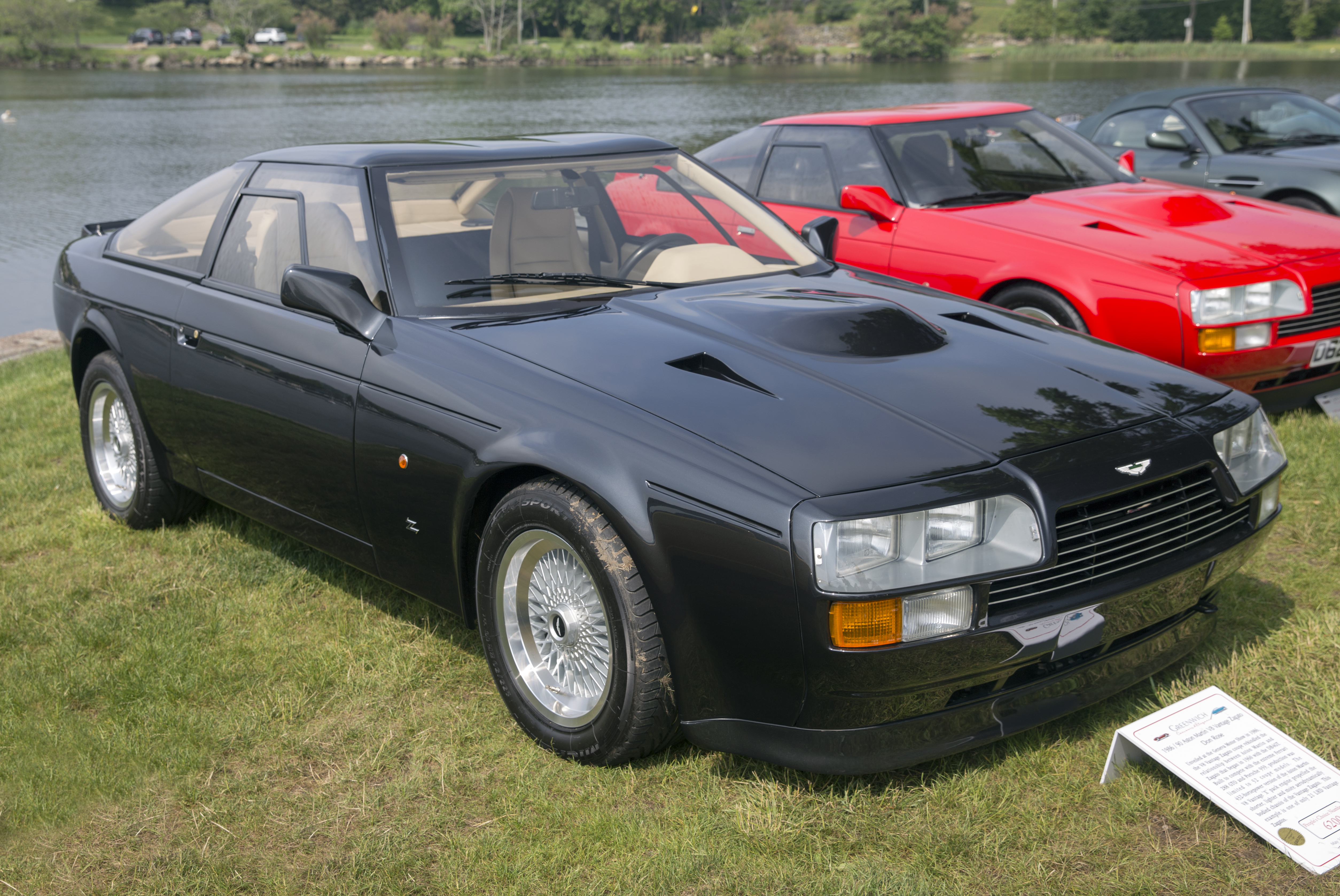
Aston Martin V8 Zagato (1986)

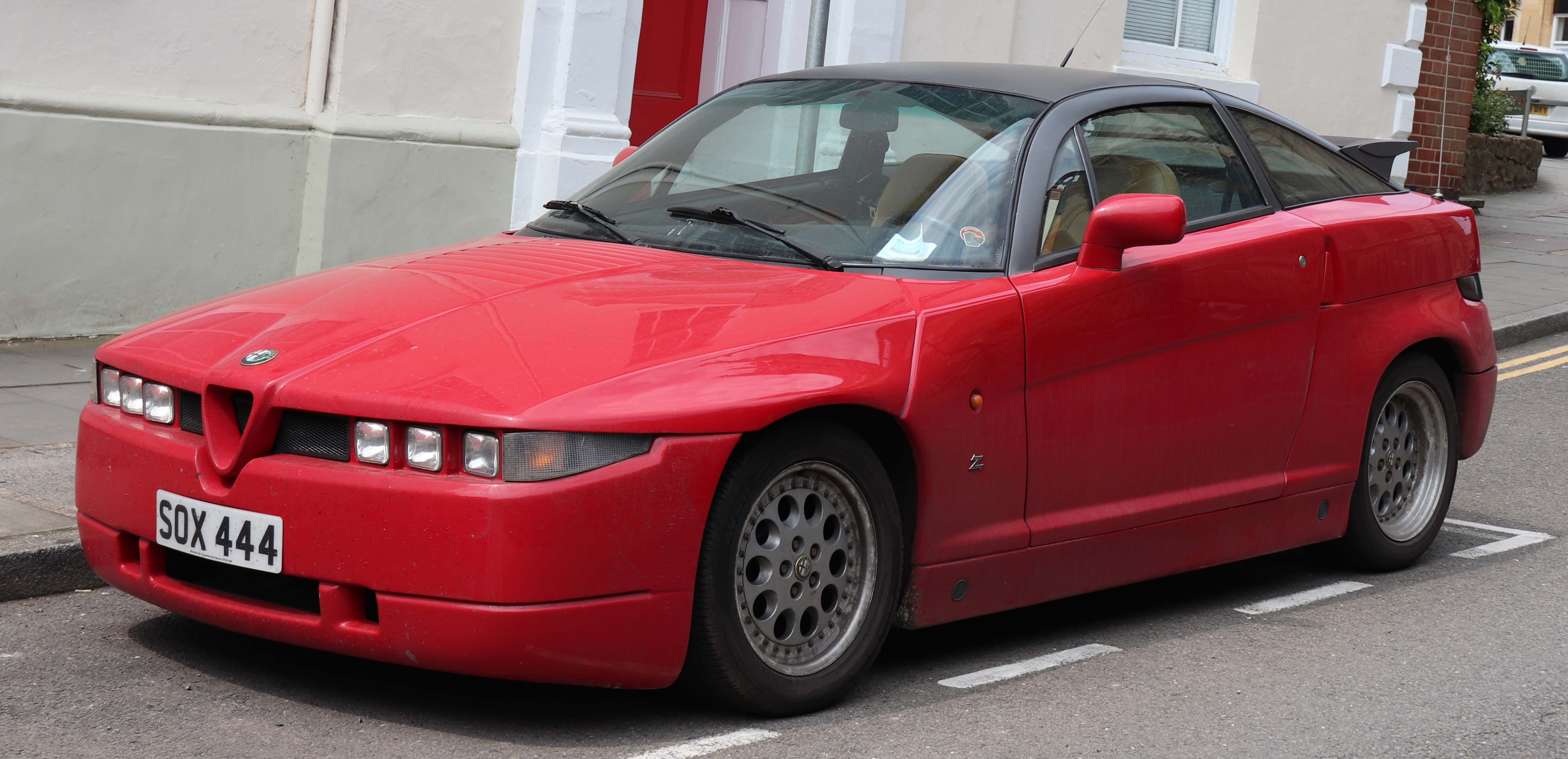
Alfa Romeo SZ (1989)

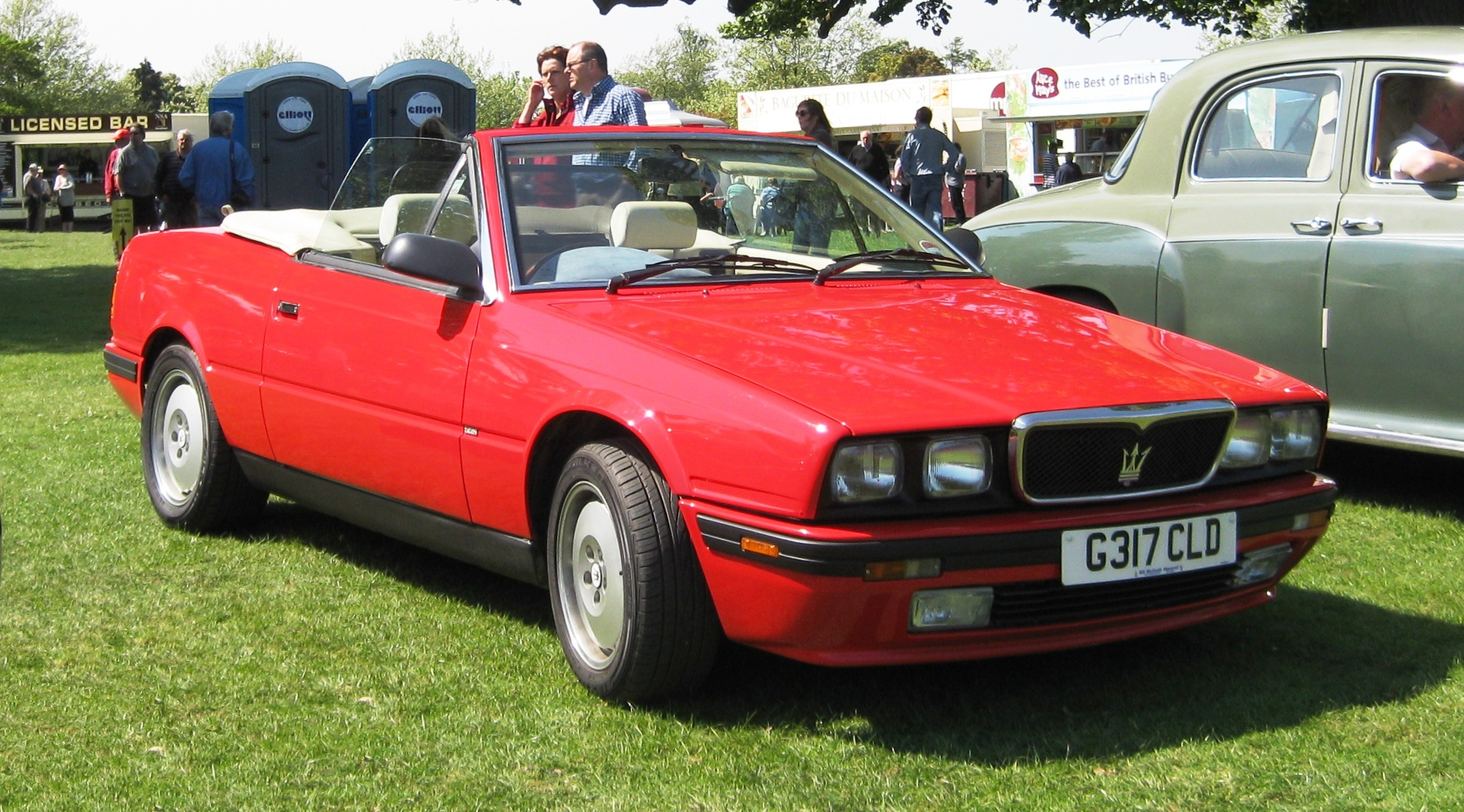
Maserati Biturbo Spyder (1990)

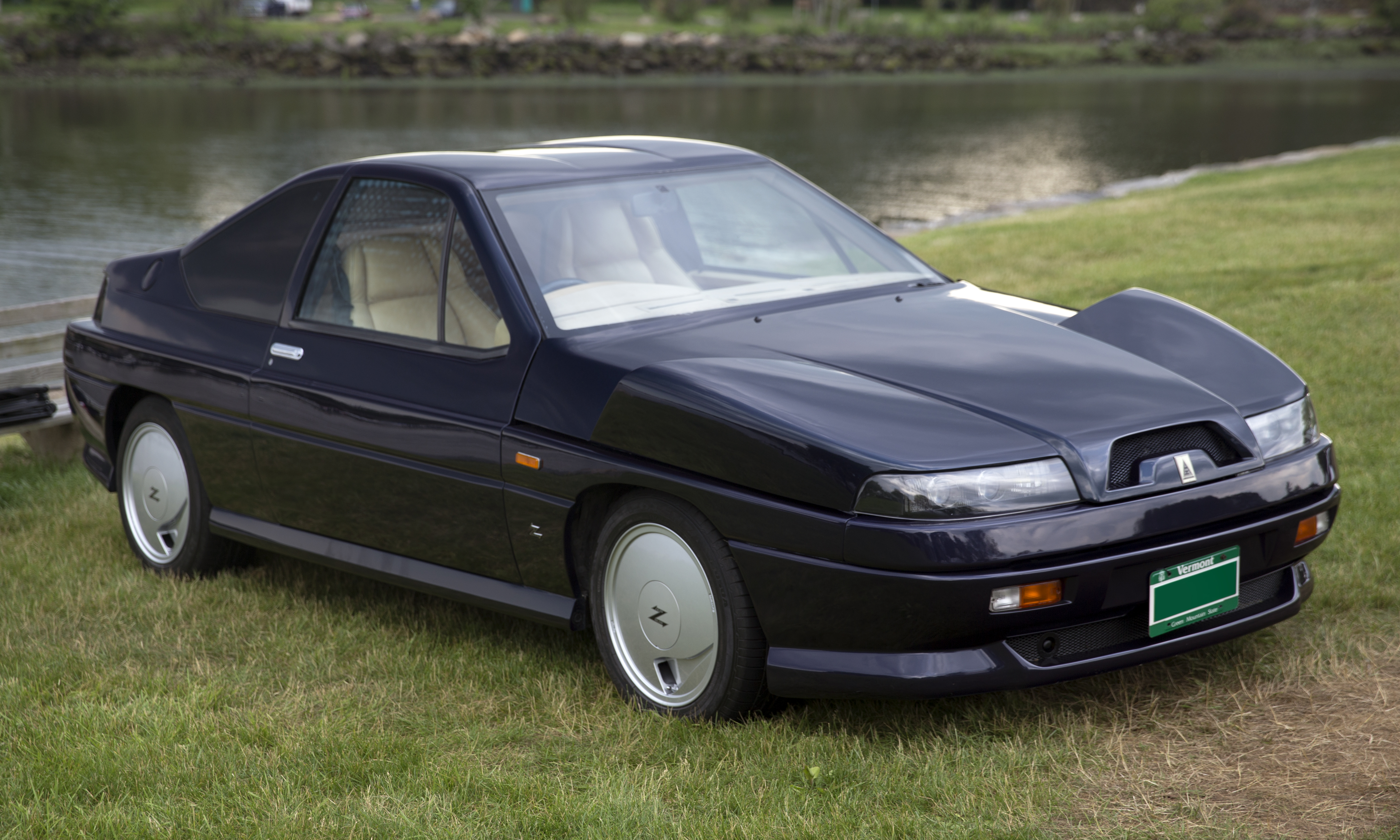
Autech Stelvio Zagato (1991)

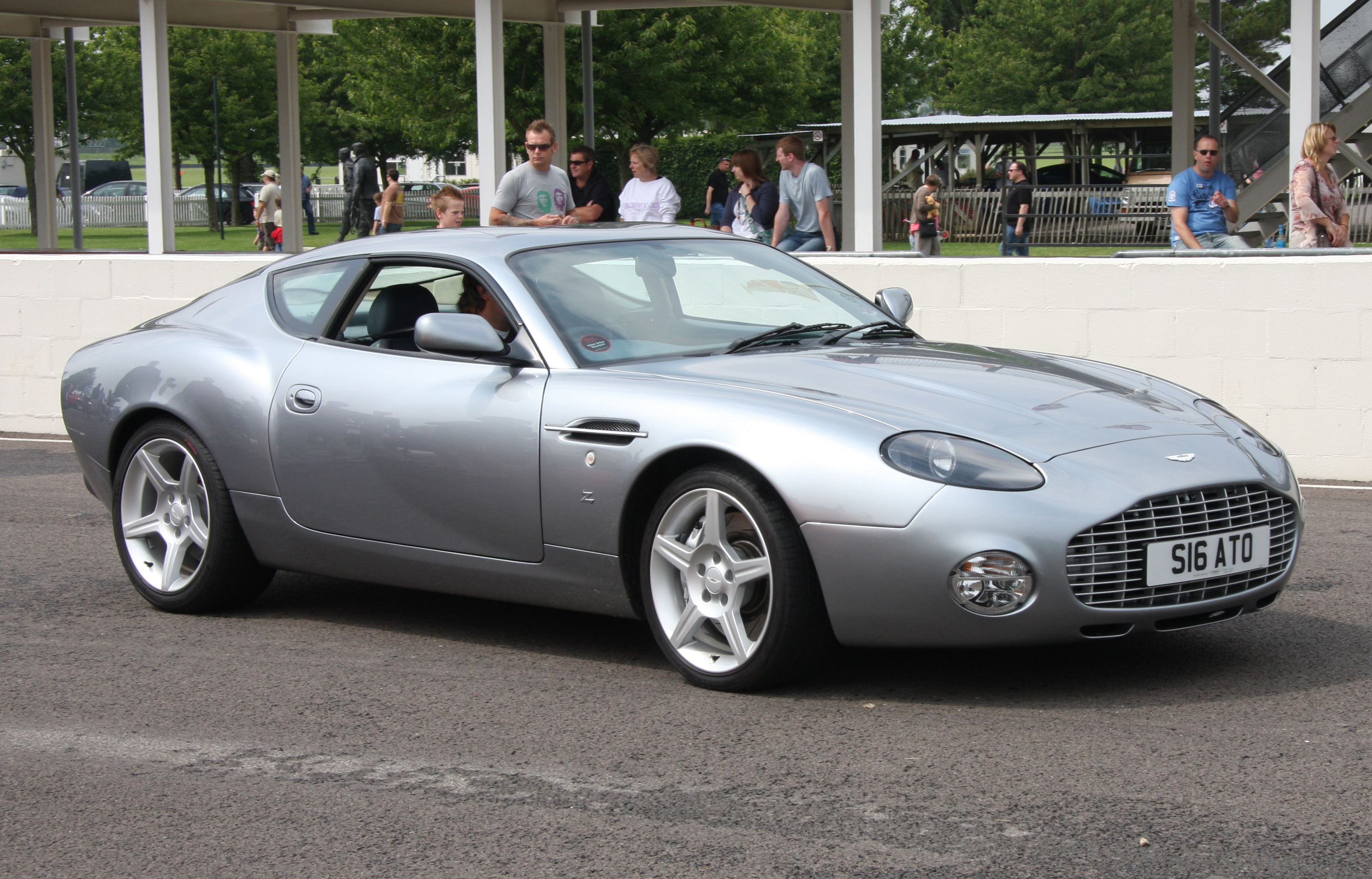
Aston Martin DB7 Zagato (2002)

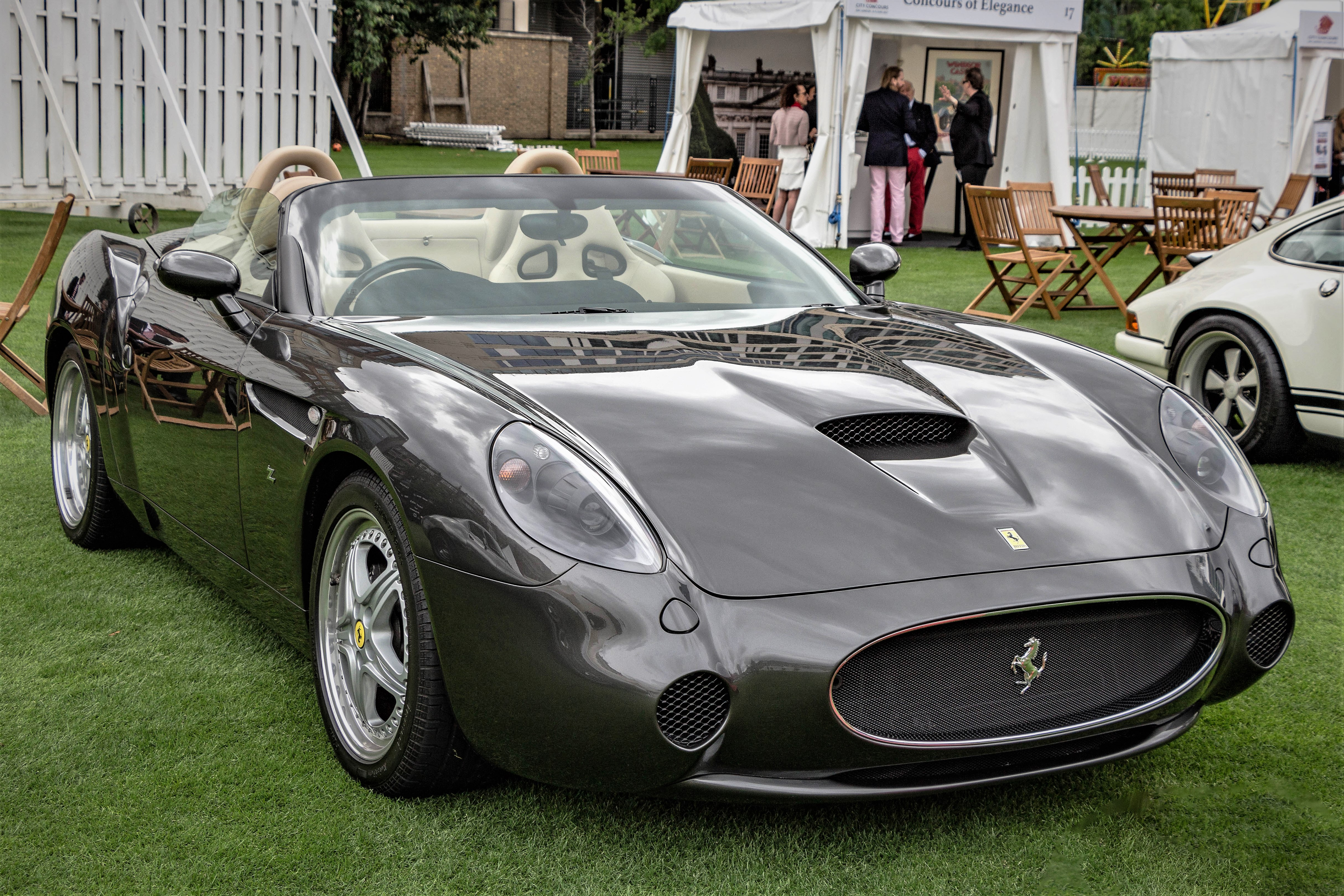
Ferrari 575 GTZ (2006)

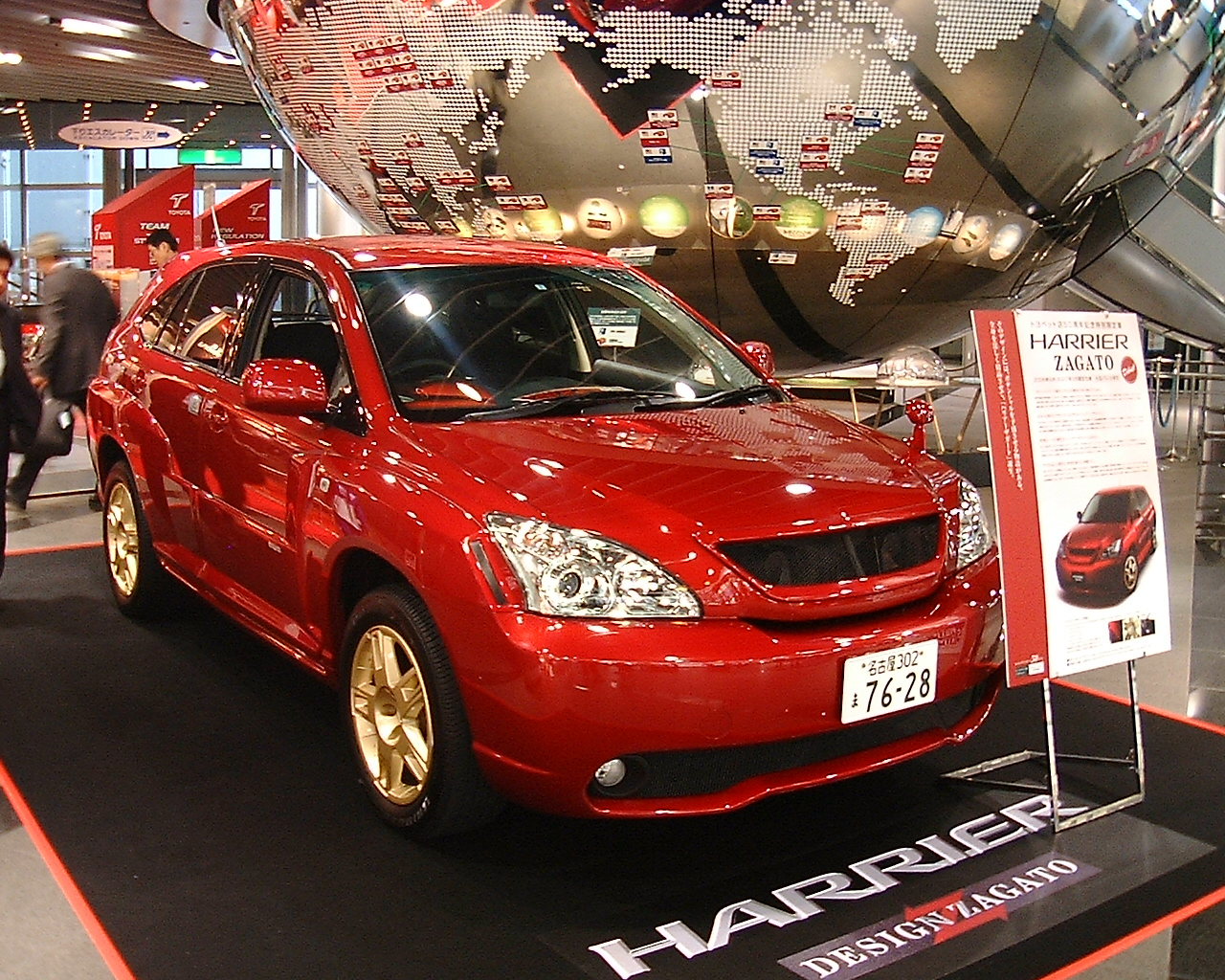
Toyota Harrier Zagato (2006)

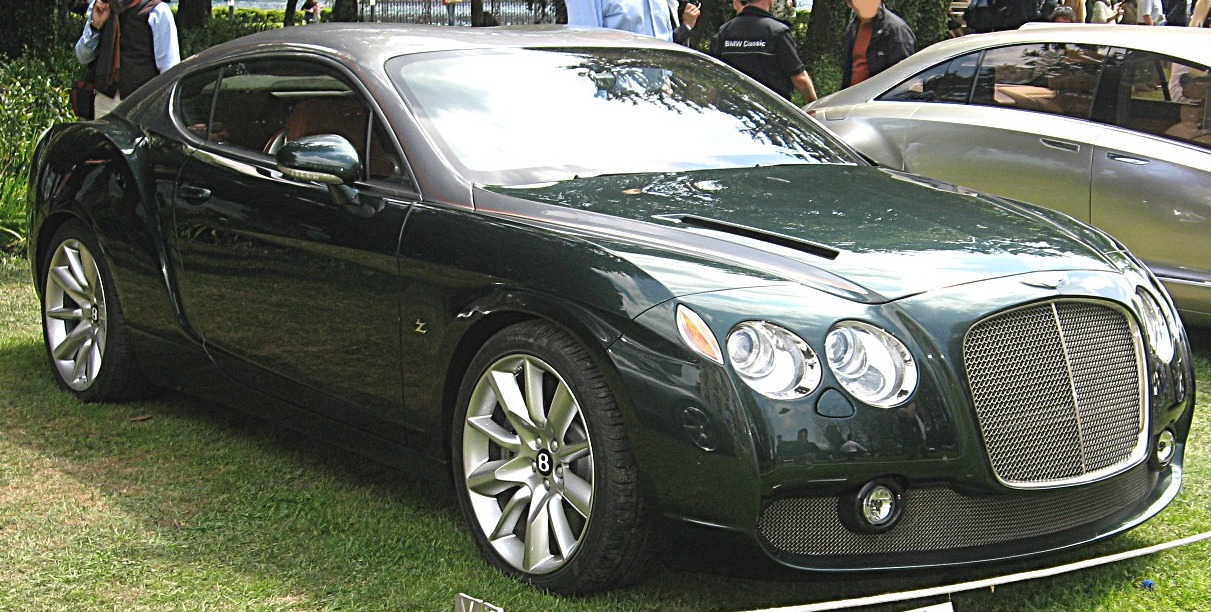
Bentley Continental GTZ (2008)

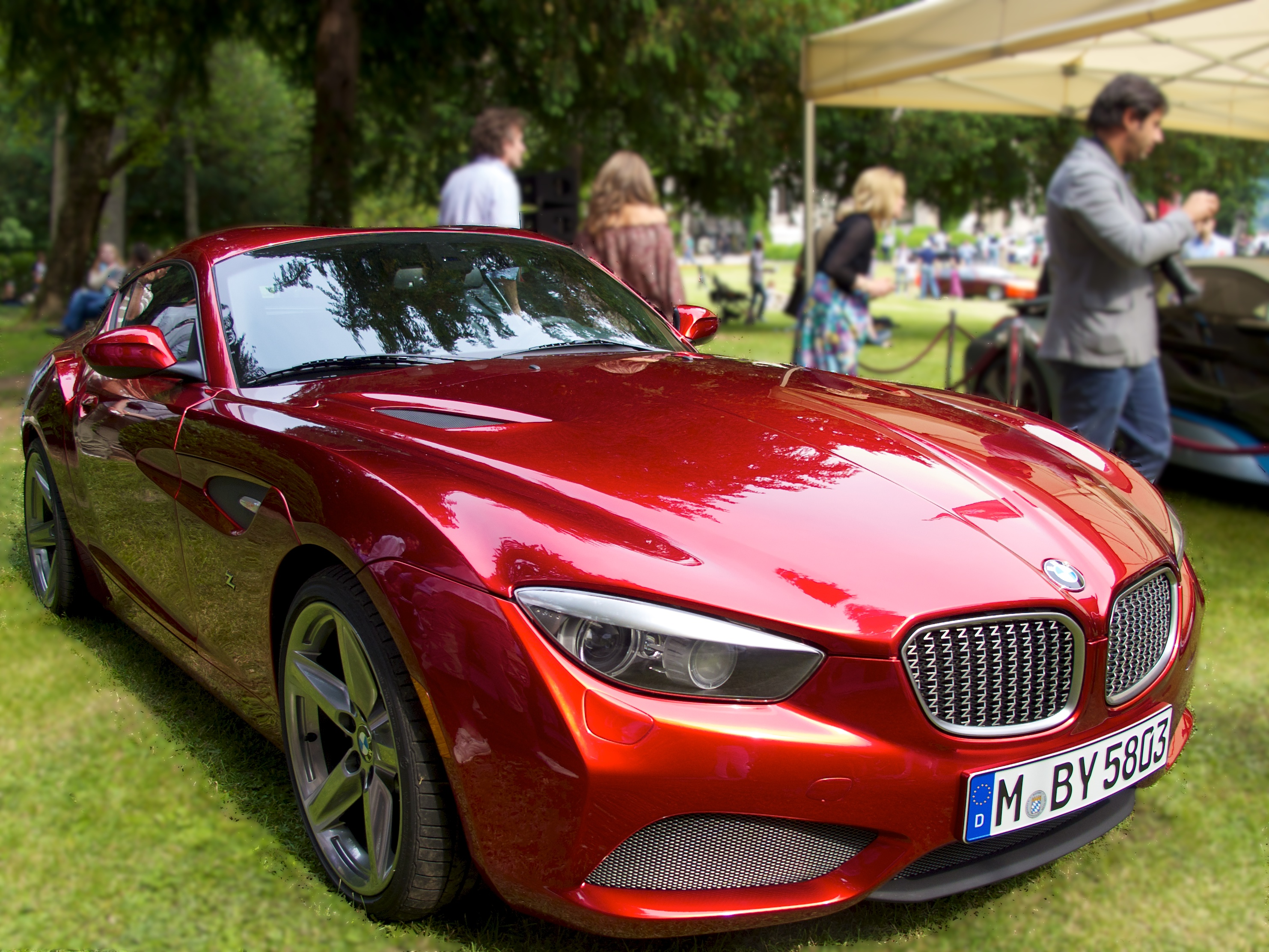
BMW Zagato Coupé (2012)

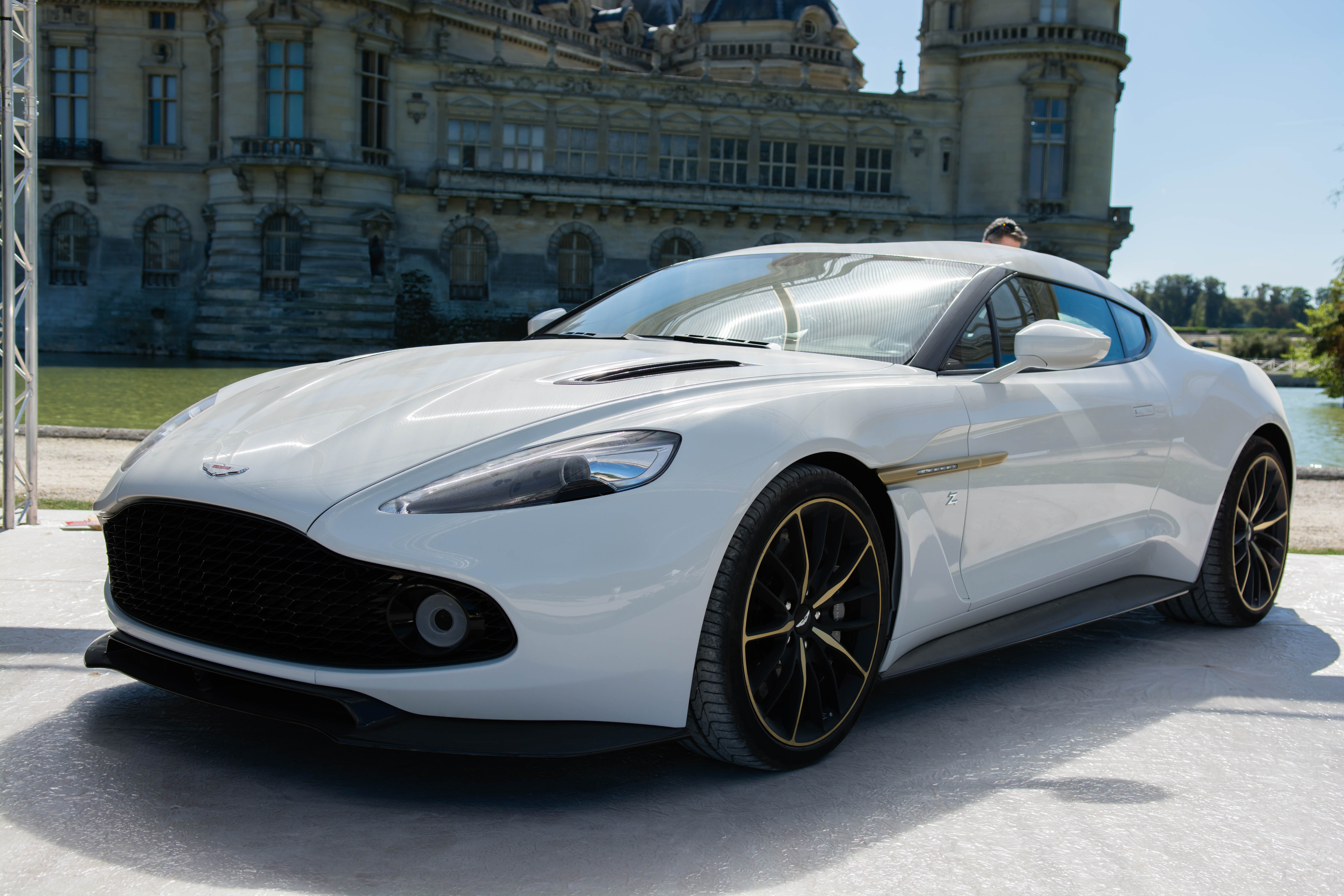
Aston Martin Vanquish Zagato (2016)

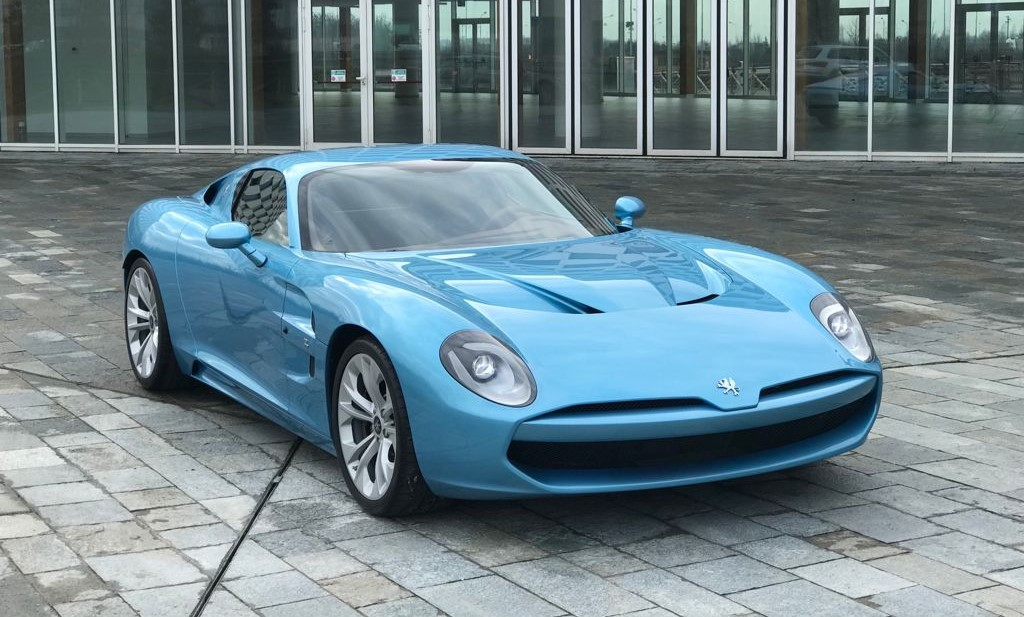
IsoRivolta GTZ (2020)

Zagato S.r.l. – włoskie studio projektowe i producent nadwozi samochodowych z siedzibą w Rho działający od 1919 roku. Należy do włoskiego konsorcjum ZED Milano.

## Historia

### Początki
W 1919 roku włoski rzemieślnik Ugo Zagato zdecydował się wykorzystać zdobyte doświadczenie podczas pracy m.in. w rodzimym przedsiębiorstwie produkującym nadwozia Carrozzeria Varesina i branży lotniczej by zatworzyć własny zakład. Założone w Mediolanie Zagato nazwane zostało od nazwiska założyciela, koncentrując się na funkcjonowaniu jako studio projektowe. Przedsiębiorstwo początkowo wykorzystywało niewielki warsztat, tworząc autorskie projekty stylistyczne inspirowane lotnictwem. Pierwszym samochodem ze stylistyką opracowaną przez Ugo Zagato był Fiat 501, który zadebiutował w 1922 roku, z kolei popularność i renomę włoska firma zdobyła na przełomie lat 20. i 30. XX wieku, kiedy to nawiązano wieloletnią współpracę z Alfa Romeo. Podczas II Wojny Światowej Zagato przeszło na działalność wojskową, budując sprzęt dla włoskiej armii, z kolei alianckie bombardowania doprowadziły do zniszczenia fabryki w pierwotnej lokalizacji.

### Okres powojenny
Okres powojenny przyniósł stopniowe przechodzenie z produkcji dla armii na produkty cywilne. Przełomowym projektem była realizacja dla firmy Isotta Fraschini, po czym Zagato pełnoskalowo powróciło do budowy nadwozi dla samochodów osobowych. Schyłek lat 40. przyniósł zacieśnienie się współpracy z licznymi rodzimymi producentami samochodów, tworząc dla nich głównie ściśle limitowane i małoseryjne warianty standardowych modeli. Wtedy studio opracowało pierwsze projekty dla Ferrari i Maserati, by w latach 50. po raz pierwszy zbudować modele dla zagranicznych firm w postaci brytyjskiego AC Cars i Jaguara. W międzyczasie, Zagato wielokrotnie zmieniało lokalizacje swojej manufaktury w obszarze metropolitarnym Mediolanu. Przełomowym momentem była prezentacja modelu Aston Martin DB4 GT Zagato z 1960 roku, która zapoczątkowała wieloletnią współpracę z brytyjską firmą na polu limitowanych wariacji na temat podstawowych modeli. Innym ważnym partnerem Zagato w drugiej połowie XX wieku było także Maserati.

### II poł. XX wieku
Lata 70. przyniosły powstanie dwóch samodzielnych projektów pod marką Zagato, poczynając od zbudowanego w dwóch sztukach prototypu Aster Coupé z 1972 roku, kończąc na nietypowym i wykraczającym poza dotychczasowy charakter firmy elektrycznym mikrosamochodzie Zagato Zele. W latach 1974–1976 włoska firma zbudowała ok. 500 egzemplarzy, z czego głównym rynkiem zbytu były pogrążone wówczas w kryzysie paliwowym Stany Zjednoczone. Lata 80. przyniosły powrót do budowania limitowanych modeli sportowych samochodów i tworzenie projektów stylistycznych na zlecenie, głównie współpracując z Maserati. W 1987 roku Zagato po raz pierwszy nawiązało współpracę z japońskim przedsiębiorstwem, podpisując porozumienie z japońskim Nissanem i jego tunerem Autech. W ramach tej kolaboracji powstały małoseryjne modele Stelvio z 1988 i Gavia z 1991. Lata 90. przyniosły zaangażowanie Zagato w tworzenie jednorazowych prototypów.

### XXI wiek
Pierwsza dekada XXI wieku przyniosła zacieśnienie wieloletniej współpracy z Aston Martinem, a także Ferrari i Maserati. Włoska firma ponownie poszerzyła też portfolio nowych, zagranicznych firm, dla których wykonała unikatowe projekty. W 2006 roku powstała specjalna edycja japońskiego SUVa Toyota Harrier Zagato, w 2008 roku dla Holendrów zbudowano supersamochód Spyker C12 Zagato, a w tym samym roku powstał limitowany Bentley Continental GTZ oraz Diatto Ottovù Zagato oddające hołd dawnej przedwojennej firmie Diatto. Druga dekada XXI wieku przyniosła pierwsze realizacje dla firm niemieckich: BMW i Porsche, by w 2020 roku zaangażować się we wskrzeszenie kolejnej historycznej włoskiej marki Iso przy okazji limitowanego IsoRivolta GTZ.
W 2019 roku Zagato świętowało 100-lecie nieprzerwanej działalności. Słynnym i najbardziej charakterystycznym akcentem stylistycznym łączącym współczesne projekty włoskiej firmy, niezależnie od firmy, został falowany dach nawiązujący do tradycji dostosowania kształtu nadwozia do kierowcy i pasażera podróżującego w kasku, tzw. double bubble.

## Modele samochodów

### Projekty
- 1922: Fiat 501
- 1922: Diatto Tipo 25 4DS
- 1925: Lancia Lambda
- 1929: Alfa Romeo 6C 1500
- 1929: Alfa Romeo 6C 1750 GS
- 1930: Alfa Romeo 6C 1750 GS Testa Fissa
- 1932: Alfa Romeo 6C 1750
- 1932: Alfa Romeo 8C 2300
- 1937: Alfa Romeo 8C 2900
- 1938: Fiat 1500 Spider MM
- 1938: Fiat 500 Siata
- 1938: Lancia Aprilia Sport MM
- 1938: Lancia Aprilia Sport Aerodinamica
- 1947: Fiat 500 B Panoramica
- 1947: Isotta Fraschini 8C Monterosa
- 1948: Ferrari 166 MM Panoramica
- 1949: Maserati A6 1500 Panoramica
- 1952: Fiat 500 "Topolino" CZ
- 1952: Fiat 8V Zagato
- 1953: Osca 4500 Biondetti
- 1954: Maserati A6G/54 2000 Zagato Berlinetta
- 1955: Alfa Romeo 1900C SS Zagato Coupe
- 1955: Maserati A6G/54 2000 Zagato Spyder
- 1956: Maserati A6G/54 2000 Zagato Coupé Speciale
- 1956: Fiat Abarth 750 GT
- 1958: AC Ace-Bristol Zagato
- 1957: Alfa Romeo Giulietta SZ
- 1957: Jaguar XK 140 Z
- 1957: Lancia Appia GT
- 1957: Maserati 450S Costin Coupé
- 1958: Lancia Flaminia Sport
- 1960: Fiat Abarth 1000
- 1960: Aston Martin DB4 GT Zagato
- 1960: Bristol 406
- 1961: Bristol 407
- 1962: Osca 1600 GTZ
- 1962: Alfa Romeo 2600 SZ
- 1962: Lancia Flaminia Tubolare
- 1962: Lancia Flavia Sport
- 1963: Alfa Romeo Giulia TZ
- 1964: Lancia Flaminia Super Sport
- 1964: Hillman Zimp
- 1965: Alfa Romeo Gran Sport Quattroruote
- 1965: Lamborghini 3500 GTZ
- 1966: Lancia Fulvia Sport
- 1967: Lancia Flavia Super Sport
- 1967: Shelby Zagato
- 1969: Alfa Romeo Junior Z
- 1969: Volvo GTZ
- 1970: Cadillac Eldorado NART
- 1972: Iso Varedo
- 1972: Alfa Romeo 1600 Junior Z
- 1974: Zagato Zele
- 1975: Bristol 412
- 1976: Lancia Beta Spider
- 1984: Maserati Spyder
- 1986: Aston Martin V8 Zagato
- 1988: Autech Zagato Stelvio
- 1988: Maserati Karif
- 1989: Alfa Romeo SZ
- 1991: Ferrari 348 TB Zagato Elaborazione
- 1992: Alfa Romeo RZ
- 1992: Lancia Hyena
- 1992: Fiat 500 Z-ECO
- 1993: F.I.V.E Formula Junior Elettrosolare
- 1993: Ferrari FZ93
- 1993: Autech Zagato Gavia
- 1996: Fiat Bravobis
- 1997: Lamborghini Canto
- 1998: Toyota Harrier Zagato
- 1998: Aston Martin V8 Vantage Special Series II
- 2001: Toyota VM180 Zagato
- 2001: Alfa Romeo 147 Spider Concept Zagato
- 2002: Aston Martin DB7 Zagato
- 2003: Aston Martin DB AR1
- 2004: Aston Martin Vanquish Zagato Roadster
- 2004: Lancia Fulvia Concept
- 2005: Lancia Ypsilon Sport Concept
- 2006: Ferrari 575 GTZ
- 2006: Toyota Harrier Zagato
- 2007: Maserati GS Zagato
- 2007: Ferrari 599 GTZ Nibbio Zagato
- 2007: Ferrari Zagato 599 GTZ Nibbio Spyder
- 2008: Spyker C12 Zagato
- 2008: Bentley Continental GTZ
- 2008: Diatto Ottovù Zagato
- 2009: Perana Z-One
- 2009: Ferrari 550 GTZ Barchetta
- 2010: Alfa Romeo TZ3 Corsa
- 2011: Fiat 500 Coupé Zagato
- 2011: Alfa Romeo TZ3 Stradale
- 2011: Aston Martin V12 Zagato
- 2012: AC 378 GT Zagato
- 2012: BMW Zagato Coupé
- 2012: BMW Zagato Roadster
- 2013: Aston Martin DBS Coupe Zagato Centennial
- 2013: Aston Martin DB9 Spyder Zagato Centennial
- 2013: Porsche Carrera GTZ
- 2014: Lamborghini 5-95 Zagato
- 2014: Aston Martin Virage Zagato Shooting Brake
- 2015: Thunder Power Sedan Concept
- 2015: Maserati Mostro Zagato
- 2016: Aston Martin Vanquish Zagato
- 2016: MV Agusta F4Z
- 2017: IsoRivolta Zagato Vision Gran Turismo Concept
- 2017: Aston Martin Vanquish Zagato Volante
- 2018: Aston Martin Vanquish Zagato Speedster
- 2018: Aston Martin Vanquish Zagato Shooting Brake
- 2018: Lamborghini L595 Zagato Roadster
- 2019: Aston Martin DBS GT Zagato
- 2020: IsoRivolta GTZ
- 2022: Maserati Mostro Zagato Barchetta
- 2022: Alfa Romeo Giulia SWB Zagato
- 2024: Zagato AGTZ Twin Tail

### Studyjne
- Zagato Aster Coupé (1972)
- Zagato Raptor (1996)